# Њувил (Пенсилванија)
Њувил (енгл. Newville) град је у америчкој савезној држави Пенсилванија.

## Демографија
По попису из 2010. године број становника је 1.326, што је 41 (-3,0%) становника мање него 2000. године.
| Група             | 2000.         | 2010.         |
| Белци             | 1.319 (96,5%) | 1.288 (97,1%) |
| Афроамериканци    | 12 (0,9%)     | 9 (0,7%)      |
| Азијати           | 0 (0,0%)      | 2 (0,2%)      |
| Хиспаноамериканци | 16 (1,2%)     | 10 (0,8%)     |
| Укупно            | 1.367         | 1.326         |